# Deborah Compagnoni
Deborah Compagnoni (ur. 4 czerwca 1970 w Bormio) – włoska narciarka alpejska, czterokrotna medalistka olimpijska, trzykrotna mistrzyni świata oraz zdobywczyni Małej Kryształowej Kuli Pucharu Świata w klasyfikacji giganta.

## Kariera
Pierwszy sukces w karierze Deborah Compagnoni osiągnęła 1986 roku, kiedy podczas mistrzostw świata juniorów w Bad Kleinkirchheim zdobyła brązowy medal w biegu zjazdowym. Na rozgrywanych rok później mistrzostwach świata juniorów w Sälen/Hemsedal Włoszka była najlepsza w gigancie, a zjazd ponownie ukończyła na trzeciej pozycji. W zawodach Pucharu Świata zadebiutowała 28 listopada 1987 roku w Sestriere, zajmując piąte miejsce w supergigancie. Tym samym już w swoim debiucie zdobyła pierwsze pucharowe punkty. W sezonie 1987/1988 wystąpiła jeszcze dwa razy, w tym 5 grudnia w Val d’Isère była czwarta w zjeździe, przegrywając walkę o podium z Ulrike Stanggassinger z RFN o 0,03 sekundy. W styczniu tego samego roku doznała kontuzji prawego kolana i przez resztę sezonu nie startowała. W klasyfikacji generalnej zajęła ostatecznie 40. miejsce. Wkrótce doznała kolejnej kontuzji, w wyniku której straciła większość kolejnego sezonu. W kwietniu 1989 roku wystąpiła na mistrzostwach świata juniorów w Aleyska, zajmując siedemnaste miejsce w supergigancie. Do 1990 roku przeszła cztery operacje kolana oraz jedną związaną z infekcją nerek.
Od sezonu 1991/1992 skoncentrowała się na konkurencjach technicznych (gigancie i slalomie), by uniknąć kolejnych kontuzji kolan. Od tego czasu zaczęła startować regularnie, a 8 grudnia 1991 roku w Santa Caterina po raz pierwszy stanęła na podium zawodów pucharowych. Zajęła tam drugie miejsce w gigancie, przegrywając tylko z Vreni Schneider ze Szwajcarii. W kolejnych startach tego sezonu jeszcze pięć razy stawała na podium, w tym 26 stycznia 1992 roku w Morzine odniosła pierwsze zwycięstwo, wygrywając supergiganta. W klasyfikacji generalnej była jedenasta, w gigancie czwarta, a w supergigancie piętnasta. W lutym 1992 roku wzięła udział w igrzyskach olimpijskich w Albertville, zdobywając złoty medal w supergigancie. Została tym samym pierwszą w historii włoską alpejką, która zdobyła złoty medal olimpijski w tej konkurencji. Pozostałe miejsca na podium zajęły Francuzka Carole Merle, ze stratą 1,41 sekundy oraz Niemka Katja Seizinger, ze stratą 1,97 sekundy. Na tych samych igrzyskach wystąpiła także w gigancie, jednak nie ukończyła pierwszego przejazdu.
Jedenaste miejsce w klasyfikacji generalnej PŚ zajęła także w sezonie 1992/1993. Na podium stawała sześciokrotnie, w tym trzy razy w gigancie. Jedyne zwycięstwo, 7 marca 1993 roku w Morzine, odniosła jednak w supergigancie. W klasyfikacji tej konkurencji była szósta, a w gigancie zajęła ósmą pozycję. W lutym 1993 roku wzięła udział w mistrzostwach świata w Morioce, jednak nie zdobyła medalu. W supergigancie zajęła piąte miejsce, tracąc do podium 0,37 sekundy. Wystartowała także w gigancie i slalomie, jednak obu konkurencji nie ukończyła.
W czołowej dziesiątce klasyfikacji generalnej po raz pierwszy uplasowała się w sezonie 1993/1994, zajmując szóste miejsce. Na podium stawała pięciokrotnie, odnosząc trzy zwycięstwa w gigancie: 11 grudnia w Veysonnaz, 5 stycznia w Morzine oraz 16 stycznia 1994 roku w Cortinie d’Ampezzo. Wyniki te dały jej trzecie miejsce w klasyfikacji tej konkurencji, za Austriaczką Anitą Wachter oraz Vreni Schneider. W tym samym roku zdobyła także złoty medal w gigancie podczas igrzysk olimpijskich w Lillehammer. Włoszka wygrała oba przejazdy i sięgnęła po zwycięstwo z przewagą 1,22 sekundy Niemką Martiną Ertl oraz 2,0 sekundy nad Vreni Schneider ze Szwajcarii. Compagnoni jest pierwszą Włoszką, która wywalczyła olimpijskie złoto w tej konkurencji. Poza tym na tej samej imprezie była dziesiąta w slalomie, a supergiganta ukończyła na siedemnastej pozycji.
Przez dwa kolejne sezony ponownie zajmowała miejsca poza najlepszą dziesiątką klasyfikacji generalnej Pucharu Świata. W tym czasie łącznie siedem razy stawała na podium, jednak tylko dwa razy na najwyższym stopniu: 8 stycznia 1995 roku w Haus oraz 2 marca 1996 roku w Narwiku wygrywała giganty. W klasyfikacji tej konkurencji była piąta sezonie 1994/1995 oraz szósta w sezonie 1995/1996. W 1996 roku brała udział w mistrzostwach świata w Sierra Nevada, które były pierwszą imprezą tej rangi, na których nie wystartowała w supergigancie. Zdobyła za to złoty medal w gigancie, wyprzedzając Szwajcarkę Karin Roten o 0,35 sekundy, a o 0,70 sekundy pokonując Martinę Ertl. Wystartowała również w slalomie, jednak udział zakończyła już w pierwszym przejeździe.
Najlepsze wyniki osiągała w 1996/1997 i 1997/1998, które kończyła na czwartej pozycji klasyfikacji generalnej. W tym czasie osiemnaście razy stanęła na podium, przy czym dziewięć razy wygrywała: slalom 29 grudnia 1996 roku w Semmering oraz giganta 17 i 18 stycznia 1997 roku w Zwiesel, 26 stycznia w Cortinie d’Ampezzo, 15 marca w Vail, 25 października w Tignes, 21 listopada w Park City, 19 grudnia 1997 roku w Val d’Isère i 6 stycznia 1998 roku w Bormio. W sezonie 1996/1997 zdobyła Małą Kryształową Kulę w klasyfikacji giganta, a w slalomie była trzecia. Rok później w gigancie była druga za Martiną Ertl, natomiast w slalomie zajęła szóste miejsce. Na mistrzostwach świata w Sestriere w 1997 roku zwyciężyła zarówno w gigancie, jak i w slalomie. Dwa medale przywiozła także z rozgrywanych rok później igrzysk olimpijskich w Nagano. W gigancie wygrała oba przejazdy, zdobywając swój trzeci złoty medal olimpijski. Dzięki temu została jednocześnie pierwszą w historii alpejką, która obroniła tytuł mistrzyni olimpijskiej w gigancie oraz pierwszą w historii alpejką, która zdobywała złoty medal olimpijski na trzech kolejnych igrzyskach. Parę dni później Włoszka prowadziła także po pierwszym przejeździe slalomu, z przewagą 0,60 sekundy nad Niemką Hilde Gerg. W drugim przejeździe uzyskała jednak szósty wynik, co dało jej drugi łączny czas i srebrny medal. Ostatecznie na podium rozdzieliła Gerg (do której straciła 0,06 sekundy) oraz Australijkę Zali Steggall.
Compagnoni startowała także w sezonie 1998/1999, jednak nie odniosła żadnego zwycięstwa. Na podium stanęła dwukrotnie: 24 października w Sölden była trzecia, a 11 grudnia w Val d’Isère druga w gigancie. W klasyfikacji generalnej zajęła 22. miejsce, a w klasyfikacji giganta była dziewiąta. Ostatni start w zawodach pucharowych zanotowała 13 marca 1999 roku w Sierra Nevada, gdzie była siódma w swej koronnej konkurencji. Wystąpiła także na mistrzostwach świata w Vail/Beaver Creek, gdzie w gigancie była siódma, a w slalomie uplasowała się jedną pozycję niżej. W marcu 1999 roku zakończyła karierę z powodu problemów ze zdrowiem.
Wielokrotnie zdobywała medale mistrzostw Włoch, w tym siedem złotych: w slalomie w 1989 roku, supergigancie w 1991 roku i gigancie w latach: 1989, 1991, 1993, 1994 i 1997. Po zakończeniu kariery wyszła za mąż za Alessandro Benettona, prezesa firmy Benetton, z którym ma trójkę dzieci. Podczas ceremonii otwarcia igrzysk w Lillehammer w 1994 roku była chorążym reprezentacji Włoch.

## Osiągnięcia

### Igrzyska olimpijskie
| Miejsce | Dzień     | Rok  | Miejscowość | Konkurencja | Czas biegu | Strata | Zwyciężczyni    |
| ------- | --------- | ---- | ----------- | ----------- | ---------- | ------ | --------------- |
| 1.      | 18 lutego | 1992 | Albertville | Supergigant | 1:21,22    | -      | -               |
| DNF1    | 19 lutego | 1992 | Albertville | Gigant      | 2:12,74    | -      | Pernilla Wiberg |
| 17.     | 15 lutego | 1994 | Lillehammer | Supergigant | 1:22,15    | +1,39  | Diann Roffe     |
| 1.      | 24 lutego | 1994 | Lillehammer | Gigant      | 2:30,97    | -      | -               |
| 10.     | 26 lutego | 1994 | Lillehammer | Slalom      | 1:56,01    | +2,25  | Vreni Schneider |
| 2.      | 19 lutego | 1998 | Nagano      | Slalom      | 1:32,40    | +0,06  | Hilde Gerg      |
| 1.      | 20 lutego | 1998 | Nagano      | Gigant      | 2:50,59    | -      | -               |

### Mistrzostwa świata
| Miejsce | Dzień       | Rok  | Miejscowość   | Konkurencja | Czas biegu | Strata | Zwyciężczyni          |
| ------- | ----------- | ---- | ------------- | ----------- | ---------- | ------ | --------------------- |
| DNF     | 30 stycznia | 1987 | Crans-Montana | Kombinacja  | 15,32 pkt  | -      | Erika Hess            |
| 26.     | 1 lutego    | 1987 | Crans-Montana | Zjazd       | 1:43,80    | +4,23  | Maria Walliser        |
| 31.     | 3 lutego    | 1987 | Crans-Montana | Supergigant | 1:19,17    | +5,87  | Maria Walliser        |
| DNF1    | 7 lutego    | 1989 | Vail          | Slalom      | 1:30,88    | -      | Mateja Svet           |
| 21.     | 8 lutego    | 1989 | Vail          | Supergigant | 1:19,46    | +1,89  | Ulrike Maier          |
| DNF1    | 11 lutego   | 1989 | Vail          | Gigant      | 2:29,37    | -      | Vreni Schneider       |
| DNF1    | 9 lutego    | 1993 | Morioka       | Slalom      | 1:27,66    | -      | Karin Buder           |
| DNF1    | 10 lutego   | 1993 | Morioka       | Gigant      | 2:17,59    | -      | Carole Merle          |
| 5.      | 14 lutego   | 1993 | Morioka       | Supergigant | 1:33,52    | +1,92  | Katja Seizinger       |
| 1.      | 22 lutego   | 1996 | Sierra Nevada | Gigant      | 2:10,74    | -      | -                     |
| DNF1    | 24 lutego   | 1996 | Sierra Nevada | Slalom      | 1:31,46    | -      | Pernilla Wiberg       |
| 1.      | 5 lutego    | 1997 | Sestriere     | Slalom      | 1:43,88    | -      | -                     |
| 1.      | 9 lutego    | 1997 | Sestriere     | Gigant      | 2:39,19    | -      | -                     |
| 7.      | 11 lutego   | 1999 | Vail          | Gigant      | 2:08,54    | +1,36  | Alexandra Meissnitzer |
| 8.      | 13 lutego   | 1999 | Vail          | Slalom      | 1:33,97    | +1,36  | Zali Steggall         |

### Mistrzostwa świata juniorów
| Miejsce | Dzień      | Rok  | Miejscowość        | Konkurencja | Czas biegu | Strata | Zwyciężczyni     |
| ------- | ---------- | ---- | ------------------ | ----------- | ---------- | ------ | ---------------- |
| 3.      | 20 lutego  | 1986 | Bad Kleinkirchheim | Zjazd       | 1:40,93    | +0,52  | Hilary Lindh     |
| 18.     | 22 lutego  | 1986 | Bad Kleinkirchheim | Slalom      | 1:31,92    | +3,09  | Christa Hartmann |
| 1.      | 20 marca   | 1987 | Sälen              | Gigant      | 2:22,07    | -      | -                |
| 3.      | 26 marca   | 1987 | Hemsedal           | Zjazd       | 1:29,50    | +0,35  | Marika Daxer     |
| 17.     | 6 kwietnia | 1989 | Aleyska            | Supergigant | 1:20,69    | +3,23  | Sabine Ginther   |

### Puchar Świata

#### Miejsca w klasyfikacji generalnej
- sezon 1987/1988: 40.
- sezon 1989/1990: 52.
- sezon 1990/1991: 57.
- sezon 1991/1992: 11.
- sezon 1992/1993: 11.
- sezon 1993/1994: 6.
- sezon 1994/1995: 12.
- sezon 1995/1996: 22.
- sezon 1996/1997: 4.
- sezon 1997/1998: 4.
- sezon 1998/1999: 22.

#### Zwycięstwa w zawodach
1. Morzine – 26 stycznia 1992 (supergigant)
2. Morzine – 7 marca 1993 (supergigant)
3. Tignes – 5 grudnia 1993 (gigant)
4. Veysonnaz – 11 grudnia 1993 (gigant)
5. Morzine – 5 stycznia 1994 (gigant)
6. Cortina d’Ampezzo – 16 stycznia 1994 (gigant)
7. Haus – 8 stycznia 1995 (gigant)
8. Narwik – 2 marca 1996 (gigant)
9. Semmering – 29 grudnia 1996 (slalom)
10. Zwiesel – 17 stycznia 1997 (gigant)
11. Zwiesel – 18 stycznia 1997 (gigant)
12. Cortina d’Ampezzo – 26 stycznia 1997 (gigant)
13. Vail – 15 marca 1997 (gigant)
14. Tignes – 25 października 1997 (gigant)
15. Park City – 21 listopada 1997 (gigant)
16. Val d’Isère – 19 grudnia 1997 (gigant)
17. Bormio – 6 stycznia 1998 (gigant)

- 17 zwycięstw (14 gigantów, 2 supergiganty i 1 slalom)

#### Pozostałe miejsca na podium
1. Santa Caterina – 8 grudnia 1991 (gigant) – 2. miejsce
2. Oberstaufen – 5 stycznia 1992 (gigant) – 2. miejsce
3. Hinterstoder – 15 stycznia 1992 (gigant) – 2. miejsce
4. Maribor – 18 stycznia 1992 (slalom) – 2. miejsce
5. Morzine – 27 stycznia 1992 (gigant) – 2. miejsce
6. Steamboat Springs – 5 grudnia 1992 (gigant) – 3. miejsce
7. Maribor – 6 stycznia 1993 (slalom) – 3. miejsce
8. Cortina d’Ampezzo – 10 stycznia 1993 (gigant) – 3. miejsce
9. Åre – 20 marca 1993 (supergigant) – 3. miejsce
10. Åre – 27 marca 1993 (gigant) – 2. miejsce
11. Cortina d’Ampezzo – 16 stycznia 1994 (gigant) – 2. miejsce
12. Sierra Nevada – 5 lutego 1994 (slalom) – 3. miejsce
13. Alta Badia – 21 grudnia 1994 (gigant) – 3. miejsce
14. Garmisch-Partenkirchen – 15 stycznia 1995 (slalom) – 2. miejsce
15. Åre – 18 lutego 1995 (gigant) – 3. miejsce
16. Maribor – 25 lutego 1995 (gigant) – 3. miejsce
17. Maribor – 5 stycznia 1996 (gigant) – 2. miejsce
18. Sölden – 26 października 1996 (gigant) – 2. miejsce
19. Semmering – 28 grudnia 1996 (slalom) – 2. miejsce
20. Maribor – 3 stycznia 1997 (gigant) – 2. miejsce
21. Zwiesel – 19 stycznia 1997 (slalom) – 3. miejsce
22. Val d’Isère – 20 grudnia 1997 (slalom) – 2. miejsce
23. Lienz – 27 grudnia 1997 (slalom) – 2. miejsce
24. Lienz – 28 grudnia 1997 (slalom) – 3. miejsce
25. Bormio – 10 stycznia 1998 (gigant) – 3. miejsce
26. Crans-Montana – 15 marca 1998 (gigant) – 3. miejsce
27. Sölden – 24 października 1998 (gigant) – 3. miejsce
28. Val d’Isère – 11 grudnia 1998 (gigant) – 2. miejsce